# 吉隆球蛛
吉隆球蛛（学名：Theridion gyirongensis）为球蛛科球蛛属的动物。在中国大陆，分布于西藏等地。该物种的模式产地在西藏。